# Hauriet
Hauriet település Franciaországban, Landes megyében. Lakosainak száma 273 fő (2022. január 1.). Hauriet Montaut, Mugron, Nerbis, Saint-Aubin és Toulouzette községekkel határos.

## Népesség
A település népességének változása:
| Lakosok száma | 317  | 267  | 240  | 248  | 271  | 273  | 278  | 277  | 276  | 273  |
|               | 1968 | 1982 | 1990 | 2006 | 2013 | 2015 | 2017 | 2019 | 2020 | 2022 |